# Jobenlargement
Jobenlargement (Arbeitserweiterung) ist im Personalwesen eine Strategie der Arbeitsstrukturierung.
Ein Mitarbeiter, der bislang auf eine Tätigkeit beschränkt war, führt nun mehrere verschiedene Tätigkeiten mit demselben Anforderungsniveau (siehe Anforderungsermittlung) durch. Man spricht daher auch von einer Maßnahme der horizontalen Umstrukturierung, im Gegensatz zu einer vertikalen Umstrukturierung (siehe Jobenrichment). Ziel des Jobenlargements ist es, durch Belastungswechsel eventuell notwendige Erholungen zu ermöglichen, ohne die Arbeit einzustellen, sowie psychische und physische Eintönigkeit zu vermeiden, beispielsweise durch einen Wechsel aus sitzender zu stehender Tätigkeit. 
Ein allgemeines Beispiel für Jobenlargement im Tätigkeitsbereich Einkauf ist, einem Mitarbeiter, der bisher nur Bestellungen schreibt, zusätzlich Angebote einholen und Daten aktualisieren zu lassen.
In Betrieben mit einem Betriebsrat berührt Jobenlargement die Rechte und Pflichten der Arbeitnehmervertretung. Ergeben sich aus dem Jobenlargement zusätzliche Belastungen, beispielsweise durch Veränderungen der Arbeitszeiten, durch häufigen Wechsel zwischen den Einzelaufgaben oder durch Arbeitsverdichtung, ist nach dem Arbeitsschutzgesetz eine Gefährdungsbeurteilung erforderlich.